# Уцуномия
Уцуно́мия (яп. 宇都宮市 Уцуномия-си) — центральный город и административный центр префектуры Тотиги. Расположен в центральной части острова Хонсю, на одном из притоков реки Тонэ. Площадь города составляет 416,84 км², население — 512 186 человек (1 июля 2014), плотность населения — 1228,74 чел./км².
Находится приблизительно в 100 километрах к северу от Токио и в 35 километрах к востоку от Никко. Вдоль города проходит высокоскоростная железная дорога «Синкансэн», которая может доставить пассажиров до столицы в течение 1 часа. Также в 3 часах езды от Уцуномии расположен международный аэропорт Нарита.
Работают предприятия машиностроения, металлообработки, цветной металлургии, электротехнической, деревообрабатывающей и целлюлозно-бумажной отраслей промышленности. Расположены заводы таких предприятий, как Canon, Japan Tobacco, Honda.
В Уцуномии имеется собственная футбольная команда, университет, зоопарк, музей.

## История
В мае 1868 года, во время войны Босин, вокруг укрепления Уцуномия разразилась битва между проимператорскими войсками и силами сёгуната Токугава, в результате которой последние потерпели поражение и были вынуждены отступить.
Собственно город был основан 1 апреля 1896 года. 31 марта 2007 года в состав города вошли пригороды Камикавати и Кавати.

## Города-побратимы
- Манукау, Новая Зеландия
- Орлеан, Франция
- Талса, США
- Цицикар, КНР